# Вусата акула грубошкіра
Вусата акула грубошкіра (Cirrhigaleus asper) — акула з роду Вусата колюча акула родини Катранові. Інша назва «грубошкіра колюча акула».

## Опис
Загальна довжина досягає 118 см. Голова пласка, широка. Морда округла, помірно довга з вкрай маленькими вусиками. Очі великі, овальні, горизонтальної форми, розташовані ближче до кінчика морди. За ними розташовані великі бризкальця. Ніздрі широко розташовані, з дуже маленькими носовими клапанами. Рот широкий, слабкозігнутий. В кутах присутні губні борозни, більш виражені на верхній губі. Зуби розташовані на щелепах щільно, утворюючи майже безперервну ріжучу кромку. На верхній щелепі присутні 24-28 зубів, на нижній — 22-24. Тулуб гладкий, масивний. Шкіряна луска має листоподібну форму з 3-5 вираженими поздовжніми хребтами, які закінчуються гострими зубчиками. Особливо виділяється зубчик центрального хребта. Рельєфна будова луски надає акули шорсткість на дотик. Звідси походить назва цієї акули. Грудні плавці великі, широкі, трикутні з округлими кінчиками. Має 2 спинних плавця з великими шипами. Передній трохи більше за задній плавець. Хвостовий плавець короткий, веслоподібний. Анальний плавець відсутній.
Забарвлення спини від темно-сірого до коричневого. Черево має попільно-білий колір. Кромка плавці білого забарвлення. Молоді особини суцільно коричневого забарвлення.

## Спосіб життя
Тримається на глибині 214—600 м, ближче до узбережжя, на континентальному шельфі. Це бентофаг, полює біля дна. Живиться костистими рибами, кальмарами, дрібними восьминогами, каракатицями.
Статева зрілість настає при розмірах у самців 85 см, самиці — 89 см. Це яйцеживородна акула. Самиця народжує від 18 до 22 дитинчат завдовжки 25-28 см.
М'ясо має доволі гарні смакові якості, проте промислового вилову цієї акули не проводиться.

## Розповсюдження
Представлена окремими ареалами по всьому Світовому океану. Зустрічається в Мексиканські затоці, південно-східних штатах США, біля Бразилії, Коморських островів, південної Африки, Гавайських островів.